# 1996年岡比亞總統選舉
1996年9月29日，甘比亞舉行總統選舉。這是自1994年葉海亞·賈梅領導的軍事政變以來的首次選舉，也是根據新憲法舉行的首次選舉，此次選舉也是首次與甘比亞國民議會選舉分開舉行的總統選舉。選民投票率異常地高，446541名登記選民中有88%參加了投票。
儘管葉海亞·賈梅最初表示無意參選，但他還是在選舉前不久參加了競選。他以55.8%的得票率獲勝。
由於當時政府對記者和反對黨領導人的鎮壓，這次選舉被批評為不公平。